# Andrei Canarache
Andrei Canarache (n. 19 februarie 1927, București, România) este un pedolog și cercetător român, recunoscut pentru contribuțiile sale remarcabile în domeniul fizicii solului și al însușirilor hidrofizice ale solului. Este considerat unul dintre fondatorii și catalizatorii cercetărilor moderne de fizica solului în România, având un impact semnificativ asupra științei agricole în ultimele decenii ale secolului XX.

## Biografie

### Origini și educație
Andrei Canarache s-a născut la 19 februarie 1927 în București, într-o familie de intelectuali. Tatăl său, Vasile Canarache, a fost ziarist și, după 1947, a coordonat lucrările de restaurare ale Muzeului Arheologic din Constanța, fiind autor al mai multor lucrări despre istoria și arheologia cetăților din Dobrogea antică și populația sciților. Mama sa, Ana Canarache, a fost profesoară de limba română și cercetătoare la Institutul de Lingvistică al Academiei Române, contribuind ca traducătoare și coautoare la prima ediție a Dicționarului Explicativ al Limbii Române.
A urmat școala primară între 1934–1938 și studiile liceale la Liceul „Gheorghe Lazăr” din București (1938–1944), unde a fost influențat de profesori remarcabili precum Marin Marinescu, George Marinescu, Virgil Pavlu, Tiberiu Moraru și preotul Constantin Costache. În ciuda contextului dificil al celui de-al Doilea Război Mondial, a optat pentru studii superioare la Institutul Politehnic București, care includea atunci Facultatea de Agronomie de la Herăstrău. Între 1944–1948, a fost un student eminent al Facultății de Agronomie, iar după absolvire a fost reținut ca asistent la Catedra de Pedologie, sub îndrumarea profesorului Petre Enculescu.

### Carieră profesională
În primii ani de carieră (1948–1955), Andrei Canarache a lucrat ca asistent la Catedra de Pedologie a Facultății de Agronomie, unde a condus lucrări de laborator pentru studenți și a participat la activități de cercetare sub coordonarea profesorului Nicolae Cemescu. În 1954, s-a înscris la studii de doctorat în pedologie sub îndrumarea profesorului Grigore Obrejanu, membru al Academiei Române, obținând titlul de doctor la vârsta de 33 de ani. Teza sa a fost susținută în fața unei comisii formate din Grigore Obrejanu, Nicolae Cemescu și David Davidescu.
În 1956, a obținut un post de cercetător la Institutul de Cercetări pentru Pedologie și Agrochimie (ICPA), unde a rămas dedicat cercetării timp de peste 40 de ani. A avansat rapid, devenind cercetător principal, șef de laborator și, între 1966–1992, director adjunct științific al institutului. După o scurtă perioadă didactică, s-a consacrat definitiv cercetării, contribuind la dezvoltarea științei agropedologice prin studii fundamentale și aplicate.
În ultimii ani, Andrei Canarache a fost profesor onorific la USAMV București, unde a predat cursuri postuniversitare în domeniul fizicii solului și bonitării terenurilor agricole.

## Activitate științifică

### Domenii de cercetare
Andrei Canarache a contribuit la:
- Fizica solului și însușirile hidrofizice ale solului
- Tehnologii de lucrare a solului și efectele lor asupra proprietăților fizice
- Cercetări agroameliorative și bonitarea solurilor
- Metode de cercetare în pedologie
- Microzonarea pedoclimatică

### Contribuții originale
Andrei Canarache este recunoscut ca un lider în domeniul fizicii solului, concentrându-se pe proprietățile fizice și hidrofizice ale solului, esențiale pentru producția agricolă. A efectuat cercetări detaliate asupra compoziției granulometrice, porozității, rezistenței la penetrare, capacității de apă utilă și conductivității hidraulice, oferind date fundamentale pentru aplicarea tehnologiilor agricole.
A elaborat lucrări de referință, precum „Fizica solurilor agricole” (1990), care abordează însușirile și procesele fizice ale solului, și „Valorificarea agricolă a nisipurilor” (1967), un ghid practic pentru utilizarea solurilor nisipoase în agricultură. A contribuit la caracterizarea hidrofizică a solurilor din zone precum Moldova, Oltenia și Câmpia Română, oferind date esențiale pentru irigații și ameliorarea solurilor.

### Colaborări internaționale
Andrei Canarache a fost activ în comunitatea științifică internațională:
- **1971**: Cercetător invitat la Universitatea din Auburn, Illinois, SUA.
- **1972**: Cercetător invitat la Universitatea din Davis, California, SUA.
- **1993**: Cercetător invitat la Universitatea din Kiel, Germania.
- **1985–1990**: Coordonator științific al Programului CAER „Modelarea fertilității solului”.
- **1992–1994**: Participant la Programul NATO „Degradarea solului, cauze și măsuri de remediere”.
- Coordonator științific pentru țările est-europene în proiectul internațional PU privind impactul compactării solului.

A participat la numeroase simpozioane și conferințe internaționale, contribuind la recunoașterea internațională a pedologiei românești.

## Publicații
Andrei Canarache a publicat peste 280 de lucrări, dintre care multe au intrat în bibliografia mondială a științei solului. Lucrările sale se grupează în domenii precum fizica solului, regimul hidrofizic, tehnologii de lucrare a solului și ameliorarea solurilor.

### Cărți și monografii
- „Îndrumător pentru studiul solului în teren și în laborator” (1967, cu Irina Șerbănescu și D. Teaci).
- „Dicționar de știința solului” (1977, cu Ana I. Conea și Irina Vintilă).
- „Fizica solurilor agricole” (1990).
- „Organizarea teritoriului și bonitarea cadastrală” (2001).
- „Elsevier Soils Dictionary” (2003, cu Irina Vintilă și A. Munteanu).

### Articole științifice
- „Cercetări asupra proprietăților mecanice și rezistenței la arat a unor soluri din Câmpia Română” (1962).
- „Contribuții la caracterizarea fizică a nisipurilor și solurilor nisipoase din sud-vestul Olteniei” (1967, cu Rozalia Dumitriu și Elena Moțoc).
- „Proprietăți hidrofizice ale solurilor din Moldova” (1970, cu Rozalia Dumitriu și T. Trandafirescu).
- „Cu privire la influența directă și remanentă a lucrării solului asupra însușirilor fizice” (1986, cu G. Dumitru).
- „Unele probleme de pedologie și fizica solului ale irigației în România” (1987).

## Premii și recunoaștere
Andrei Canarache a fost onorat cu:
- Premiul Academiei RPR (1962) pentru „Cercetări asupra proprietăților mecanice și rezistenței la arat a unor soluri din Câmpia Română”.
- Membru titular al Academia de Științe Agricole și Silvice (1992).
- Secretar al Comisiei I și vicepreședinte al Comisiei a VI-a a Societatea Internațională de Știința Solului (1986–1990).

Este membru al mai multor organizații internaționale, inclusiv Societatea Internațională de Știința Solului, Organizația Internațională de Conservarea Solului și Apei, Societatea Europeană de Conservarea Solului, Societatea Europeană de Agrochimie, Societatea Română de Știința Solului și Societatea Inginerilor Agronomi din România.

## Contribuții suplimentare

### Activitate didactică
A fost îndrumător de doctoranzi începând cu 1965, fiind unul dintre cei mai tineri specialiști în această poziție. În ultimii ani, a predat ca profesor onorific la USAMV București.

### Abilități lingvistice
Poliglot, Andrei Canarache vorbește și scrie fluent în engleză, franceză, rusă, germană și italiană, ceea ce i-a facilitat colaborările internaționale.